# JavaScriptCore
JavaScriptCore è un framework sviluppato dalla Apple che fornisce un motore JavaScript per macOS.
JavaScriptCore e WebCore insieme costituiscono WebKit, un framework sviluppato dalla Apple. JavaScriptCore unisce la libreria KJS (che fa parte del progetto KDE) con la libreria di espressioni regolari PCRE.
Il 2 giugno 2008, il WebKit project annunciò di aver riscritto JavaScriptCore con il nome di SquirrelFish (chiamato anche SquirrelFish Extreme), un interprete bytecode.
Il progetto in seguito è evoluto in SquirrelFish Extreme (abbreviato in SFX) annunciato il 18 settembre 2008 ed esegue la compilazione JavaScript in codice macchina nativo, eliminando la necessità di un interprete bytecode ed incrementando le prestazioni.

## Caratteristiche e funzioni
- Un potente sistema di Garbage collection.
- Sviluppato usando il C++ (SpiderMonkey usa il C);
- Molto portabile. Le sole dipendenze maggiori sono ICU e le librerie C/C++ standard;
- Supporto di NPRuntime e dei bindings;
- L'obiettivo è la compatibilità con ECMAScript, incluse le sue più importanti implementazioni (JavaScript 1.6, JScript);
- Sviluppo open source da parte del progetto WebKit ((EN)  ).